# MLW Fusion
MLW Fusion es un programa de televisión de entretenimiento deportivo de lucha libre profesional producido por Major League Wrestling, presentando a los luchadores de la empresa actuando en combates y entrevistas de lucha profesional. Estos elementos juntos crean y promueven las rivalidades de MLW. El programa se transmite semanalmente en la red beIN Sports y en YouTube.

## Producción
Major League Wrestling anunció su asociación con beIN Sports el 30 de marzo de 2018, declarando que beIN Sports emitiría una serie de televisión semanal con MLW Fusion y posteriormente anunció que sus grabaciones televisivas se llevarían a cabo en el Gilt Nightclub en Orlando, Florida. MLW Fusion comenzaría a emitirse los viernes por la noche en beIN Sports a partir del 20 de abril. El 19 de septiembre, se anunció que MLW firmó un acuerdo para que el programa se transmitiera a través de FITE TV y se transmitiera en beIN Sports en español. El 29 de noviembre, Court Bauer anunció que un episodio especial de MLW Fusion se transmitiría en vivo en beIN Sports el 14 de diciembre.
En febrero de 2019 se anunció que Fusion se mudaría de viernes a sábado por la noche.

### Lugares de rodaje
Inicialmente, la mayoría de los episodios de MLW Fusion habían sido grabados en Gilt Nightclub en Orlando, Florida. En mayo de 2018, MLW anunció que realizarían grabaciones de televisión en el Melrose Ballroom en la ciudad de Nueva York, Nueva York, el 19 de julio, marcando la primera vez que las grabaciones se realizaron fuera de Florida. Posteriormente, se han realizado grabaciones en lugares de todo Estados Unidos, generalmente una vez al mes.

## Episodios especiales
| Episodio                           | Fecha                   | Notas                                                         |
| ---------------------------------- | ----------------------- | ------------------------------------------------------------- |
| MLW Fusion: Battle Riot (especial) | 19 de julio de 2018     | Se llevó a cabo el primer Battle Riot.                        |
| MLW Fusion: Halloween (especial)   | 26 de octubre de 2018   | Se llevó a cabo el Spin the Wheel, Make the Deal match.       |
| MLW Fusion Live (En vivo)          | 14 de diciembre de 2018 | Primera transmisión en vivo.                                  |
| MLW Fusion: Christmas (especial)   | 25 de diciembre de 2018 | La aparición sorpresa de PCO y la última lucha de Brody King. |
| MLW Fusion Marathon                | 31 de diciembre de 2018 | Lo mejor del 2018.                                            |
| MLW Superfight (En vivo)           | 2 de febrero de 2019    | Segunda transmisión en vivo.                                  |

## Comentaristas
| Nombre                                      | Fecha                                                                                |
| ------------------------------------------- | ------------------------------------------------------------------------------------ |
| Rich Bocchini y Tony Schiavone              | 11 de enero de 2018 – 19 de julio de 2018 3 de agosto de 2019 – 7 de octubre de 2019 |
| Tony Schiavone y Rich Bocchini/Matt Striker | 19 de julio de 2018 – 23 de febrero de 2019                                          |
| Jim Cornette y Rich Bocchini                | 2 de marzo de 2019 – 27 de julio de 2019                                             |
| AJ Kirsch y Rich Bocchini                   | 14 de octubre de 2019 – presente                                                     |